# Anjan Bista
Anjan Bista (ur. 15 maja 1998 w mieście Hetauda) – nepalski piłkarz grający na pozycji napastnika w klubie Jhapa FC oraz w reprezentacji Nepalu. W swojej karierze grał w takich klubach jak: APF Club, Manang Marsyangdi czy Lalitpur City. W reprezentacji zadebiutował 31 października 2014 w meczu z Filipinami. Pierwszą bramkę w kadrze zdobył 10 września 2019 przeciwko Chińskiemu Tajpej.